# Mikroregion Auriflama

Mikroregion Auriflama

Mikroregion Auriflama – mikroregion w brazylijskim stanie São Paulo należący do mezoregionu São José do Rio Preto.

## Gminy
- Auriflama
- Floreal
- Gastão Vidigal
- General Salgado
- Guzolândia
- Magda
- Nova Castilho
- Nova Luzitânia
- São João de Iracema